# Vicente Zambada
Jesús Vicente Zambada Niebla, noto anche con lo pseudonimo di "El Vicentillo" (Culiacán, 24 marzo 1975), è un criminale e signore della droga messicano.
Figlio di Ismael "El mayo" Zambada, prima dell'arresto, avvenuto nel 2009, era un membro di spicco del Cartello di Sinaloa. Nel 2009 venne inserito dalle autorità federali messicane nell'elenco dei narcotrafficanti più ricercati del Messico. 

## Biografia
Vicente Zambada è uno dei sette figli di Ismael "El mayo" Zambada. "El mayo" risulta al 2022, oltre ad essere l'attuale boss del Cartello di Sinaloa, l'uomo più ricercato del Messico e uno dei più ricercati al mondo. Serafín "el Sera" Zambada Ortiz, Ismael "el Mayito gordo" Zambada-Imperial e Ismael "Mayito" Zambada Jr. sono tutti e tre fratelli di Vincente.
Fin da piccolo, Vicente partecipava alle riunioni del cartello con suo padre, e in seguito venne coinvolto negli affari del padre e del "collega" Joaquín "El Chapo" Guzmán.
Zambada all'interno del Cartello, ricopriva il ruolo di direttore della logistica e dei trasporti del cartello. Si occupava della spedizione della cocaina, proveniente dalla Colombia, e spedita nelle città statunitensi come Los Angeles e Chicago.

### Arresto
Vicente Zambada venne arrestato il 19 marzo 2009 a Città del Messico dalle autorità messicane.
Venne estradato negli Stati Uniti l'anno dopo, nel 2010.

### Accuse e patteggiamento
Zambada è stato accusato di traffico di cocaina ed eroina per un valore di oltre un miliardo di dollari. In un patteggiamento del 2013, reso pubblico da un tribunale distrettuale degli Stati Uniti nel 2014, Zambada ha ammesso di aver coordinato il contrabbando di tonnellate di cocaina ed eroina con "El Chapo", Joaquín Guzmán Loera, e ha accettato di rinunciare a beni pari a 1,37 miliardi di dollari al governo degli Stati Uniti. Il patteggiamento ha comportato una multa di 4 milioni di dollari e 15 anni di carcere.
L'8 novembre 2018 è stato depositato un patteggiamento presso il tribunale distrettuale degli Stati Uniti per il distretto dell'Illinois in cui Zambada si è dichiarato colpevole di aver collaborato con El Chapo e altri per importare illegalmente negli Stati Uniti migliaia di chili di cocaina. Zambada e altri hanno utilizzato aerei privati, sottomarini e motoscafi per contrabbandare la droga dalla Colombia al Messico e poi negli Stati Uniti. In cambio della cooperazione di Zambada, il governo ha raccomandato linee guida più clementi sulle condanne e l'adozione di misure per garantire la sicurezza della sua famiglia. Questi includevano il permesso a Zambada e alla sua famiglia di rimanere permanentemente negli Stati Uniti.
A causa della sua collaborazione nel testimoniare contro diversi membri del cartello di Sinaloa, la sua condanna venne ridotta.